# Sant’Elia a Pianisi
Sant’Elia a Pianisi ist eine italienische Gemeinde (comune) mit 1521 Einwohnern (Stand 31. Dezember 2023) in der Provinz Campobasso in der Region Molise. Die Gemeinde liegt etwa 18 Kilometer ostnordöstlich von Campobasso und grenzt an die Provinz Foggia (Apulien).